# Phlogochroa albiguttata
Phlogochroa albiguttata är en fjärilsart som beskrevs av George Francis Hampson 1926. Phlogochroa albiguttata ingår i släktet Phlogochroa och familjen nattflyn. Inga underarter finns listade i Catalogue of Life.